# Llamoso
Llamoso (Ḷḷamosu en asturiano y oficialmente) es una aldea y una parroquia del concejo asturiano de Belmonte de Miranda, en España.
Tiene una superficie de 7,48 km², en la que habitan un total de 25 personas (INE 2011), todas ellas en la aldea de Llamoso.
La aldea está a unos 8 kilómetros de Belmonte, la capital del concejo. Se encuentra en la ladera oeste de la sierra del Contu, a unos 450 metros sobre el nivel del mar. Se accede a ella mediante una carretera municipal que parte de la AS-227.
En los alrededores de Llamoso hay restos de una necrópolis megalítica. Su principal fiesta es la de Nuestra Señora del Rosario. Al norte, en dirección a San Martín de Ondes, y muy cerca del pueblo se encuentra el Pozo las Glayas. El acceso se encuentra tomando el camino de San Martín y al llegar a una cabaña destruida seguimos a la ladera izquierda. El pozo tiene unos 25 metros de profundidad.